# Campeonato Soviético de Xadrez de 1934/1935
O Campeonato Soviético de Xadrez de 1934/1935 foi a 9ª edição do Campeonato de Xadrez da União Soviética, realizado em Leningrado, de 7 de dezembro de 1934 a 2 de janeiro de 1935. O título da competição foi dividido entre Grigory Levenfish e Ilya Rabinovich.

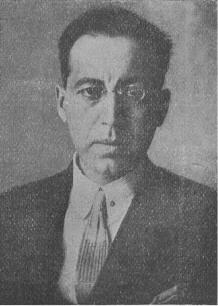
Grigory Levenfish

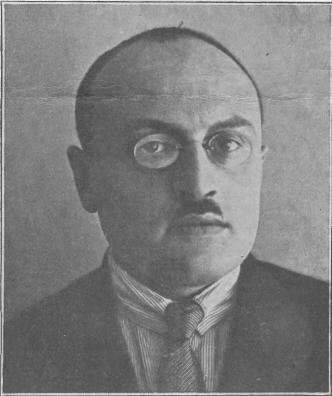
Ilya Rabinovitch

## Classificação e resultados
| N° | Jogador                  | 1 | 2 | 3 | 4 | 5 | 6 | 7 | 8 | 9 | 10 | 11 | 12 | 13 | 14 | 15 | 16 | 17 | 18 | 19 | 20 | Total |
| -- | ------------------------ | - | - | - | - | - | - | - | - | - | -- | -- | -- | -- | -- | -- | -- | -- | -- | -- | -- | ----- |
| 1  | Grigory Levenfish        | - | ½ | ½ | ½ | 0 | ½ | 1 | ½ | 0 | ½  | 1  | 1  | ½  | 0  | 1  | 1  | ½  | 1  | 1  | 1  | 12    |
| 2  | Ilya Rabinovich          | ½ | - | 0 | 0 | ½ | ½ | 1 | 0 | ½ | 1  | 1  | 1  | 1  | 1  | 1  | 1  | ½  | 0  | 1  | ½  | 12    |
| 3  | Fiódor Bogatyrchuk       | ½ | 1 | - | 1 | ½ | 0 | 0 | 1 | ½ | ½  | 0  | ½  | ½  | 1  | 0  | 1  | 1  | ½  | 1  | 1  | 11½   |
| 4  | Nikolai Riumin           | ½ | 1 | 0 | - | ½ | ½ | 0 | ½ | ½ | ½  | 1  | ½  | 1  | 0  | 1  | 1  | ½  | ½  | 1  | 1  | 11½   |
| 5  | Vitaly Chekhover         | 1 | ½ | ½ | ½ | - | 1 | ½ | 1 | ½ | ½  | ½  | 1  | 0  | 1  | ½  | 1  | 0  | 0  | 0  | ½  | 10½   |
| 6  | Georgy Lisitsin          | ½ | ½ | 1 | ½ | 0 | - | 0 | 1 | 1 | ½  | ½  | 1  | 1  | 1  | 0  | 1  | ½  | 0  | 0  | ½  | 10½   |
| 7  | Viacheslav Ragozin       | 0 | 0 | 1 | 1 | ½ | 1 | - | ½ | 1 | 0  | 1  | ½  | ½  | 0  | ½  | ½  | ½  | 0  | 1  | 1  | 10½   |
| 8  | Vladimir Alatortsev      | ½ | 1 | 0 | ½ | 0 | 0 | ½ | - | ½ | 0  | 0  | ½  | 1  | 1  | 1  | ½  | 1  | ½  | 1  | 1  | 10½   |
| 9  | Mikhail Yudovich         | 1 | ½ | ½ | ½ | ½ | 0 | 0 | ½ | - | 1  | ½  | 1  | 0  | 0  | ½  | ½  | 1  | ½  | ½  | 1  | 10    |
| 10 | Sergey Belavenets        | ½ | 0 | ½ | ½ | ½ | ½ | 1 | 1 | 0 | -  | ½  | 0  | 0  | 1  | ½  | ½  | ½  | 1  | 1  | ½  | 10    |
| 11 | Vladimir Makogonov       | 0 | 0 | 1 | 0 | ½ | ½ | 0 | 1 | ½ | ½  | -  | 0  | 1  | 1  | ½  | 1  | 0  | 1  | 1  | ½  | 10    |
| 12 | Ilya Kan                 | 0 | 0 | ½ | ½ | 0 | 0 | ½ | ½ | 0 | 1  | 1  | -  | ½  | 1  | 1  | ½  | 1  | 1  | 0  | 1  | 10    |
| 13 | Vasily Panov             | ½ | 0 | ½ | 0 | 1 | 0 | ½ | 0 | 1 | 1  | 0  | ½  | -  | 0  | 0  | 0  | 1  | 1  | 1  | 1  | 9     |
| 14 | Gavriil Veresov          | 1 | 0 | 0 | 1 | 0 | 0 | 1 | 0 | 1 | 0  | 0  | 0  | 1  | -  | 1  | 0  | 1  | 1  | 0  | 1  | 9     |
| 15 | Leonid Savitsky          | 0 | 0 | 1 | 0 | ½ | 1 | ½ | 0 | ½ | ½  | ½  | 0  | 1  | 0  | -  | 0  | 1  | 1  | 0  | 1  | 8½    |
| 16 | Isaak Mazel              | 0 | 0 | 0 | 0 | 0 | 0 | ½ | ½ | ½ | ½  | 0  | ½  | 1  | 1  | 1  | -  | ½  | 1  | 1  | ½  | 8½    |
| 17 | Vsevolod Rauzer          | ½ | ½ | 0 | ½ | 1 | ½ | ½ | 0 | 0 | ½  | 1  | 0  | 0  | 0  | 0  | ½  | -  | 1  | 0  | 1  | 7½    |
| 18 | Peter Dubinin            | 0 | 1 | ½ | ½ | 1 | 1 | 1 | ½ | ½ | 0  | 0  | 0  | 0  | 0  | 0  | 0  | 0  | -  | 1  | 0  | 7     |
| 19 | Alexander Ilyin-Genevsky | 0 | 0 | 0 | 0 | 1 | 1 | 0 | 0 | ½ | 0  | 0  | 1  | 0  | 1  | 1  | 0  | 1  | 0  | -  | ½  | 7     |
| 20 | Sergey von Freymann      | 0 | ½ | 0 | 0 | ½ | ½ | 0 | 0 | 0 | ½  | ½  | 0  | 0  | 0  | 0  | ½  | 0  | 1  | ½  | -  | 4½    |